# Carlos Trucco
Carlos Trucco (né le 8 août 1957 à Córdoba) est un footballeur international bolivien d'origine argentine et un ancien entraîneur. Il évoluait au poste de gardien de but. 
Il a joué 51 matches pour l'équipe de Bolivie entre 1989 et 1997.